# Coyle, Oklahoma
Coyle är en kommun (town) i Logan County i Oklahoma. Orten har fått namn efter affärsmannen William Coyle. Vid 2010 års folkräkning hade Coyle 325 invånare.